# Mario Siletti (Schauspieler, 1903)

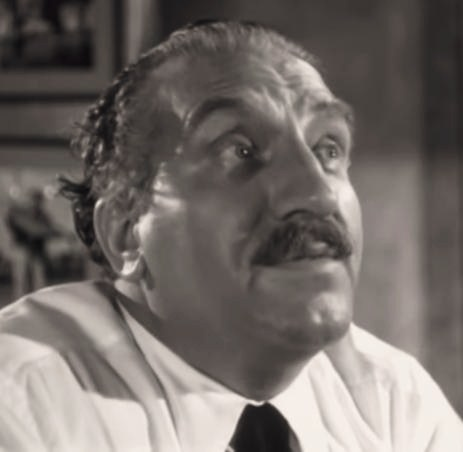
Mario Siletti

Mario Giovanni Siletti (* 22. Juli 1903 in Turin, Piemont; † 19. April 1964 in Los Angeles, Kalifornien) war ein US-amerikanischer Schauspieler italienischer Herkunft.
Stiletti drehte 1939 einen Film in Italien. Der zweite Film folgte 1946, nachdem er in die USA ausgewandert war. Er gründete das Italian Theatre in New York.
Er hatte drei Söhne. Mario Siletti Jr. war ebenfalls Schauspieler.

## Filmografie (Auswahl)

### Kino
- 1939: Eravamo sette vedove von Mario Mattòli
- 1946: Auf Messers Schneide (The Razor’s Edge) von Edmund Goulding
- 1947: Escape Me Never von Peter Godfrey und LeRoy Prinz
- 1949: Gefahr in Frisco (Thieve's Highway) von Jules Dassin
- 1949: Frauen um Dr. Corday (The Doctor and the Girl) von Curtis Bernhardt
- 1949: Wenn meine Frau das wüßte (Everybody Does It) von Edmund Goulding
- 1949: Verlorenes Spiel (East Side, West Side) von Mervyn LeRoy
- 1950: Under My Skin von Jean Negulesco
- 1950: Blutrache in New York (Black Hand) von Richard Thorpe
- 1950: Hexenkessel (Crisis) von Richard Brooks
- 1950: The Man Who Cheated Himself von Felix E. Feist
- 1951: Der Tiger (The Enforcer) von Bretaigne Windust und Raoul Walsh
- 1951: The House on Telegraph Hill (The House on Telegraph Hill) von Robert Wise
- 1951: Go for Broke! (Go for Broke!) von Robert Pirosh
- 1951: Der große Caruso (The Great Caruso) von Richard Thorpe
- 1951: Strictly Dishonorable von Melvin Frank und Norman Panama
- 1951: Die Piratenkönigin (Anne of the Indies) von Jacques Tourneur
- 1951: Keinen Groschen für die Ewigkeit (Force of Arms) von Michael Curtiz
- 1951: Begegnung in Tunis (The Light Touch) von Richard Brooks
- 1952: Der vierte Mann (Kansas City Confidential) von Phil Karlson
- 1952: Vor dem neuen Tag (Clash by Night) von Fritz Lang
- 1952: Im Dutzend heiratsfähig (Belles on Thier Toes) von Henry Levin
- 1952: Abenteuer in Rom (When in Rome) von Clarence Brown
- 1952: Die schwarze Isabell (Captain Pirate) von Ralph Murphy
- 1953: Frauen in der Nacht (Girls in the Night) von Jack Arnold
- 1953: Taxi von Gregory Ratoff
- 1953: So This Is Love von Gordon Douglas
- 1953: Der Tolpatsch von Norman Taurog
- 1953: Die Todesbucht von Louisiana (Thunder Bay) von Anthony Mann
- 1953: Der letzte Rebell (Wings of the Hawk) von Budd Boetticher
- 1954: Drei Münzen im Brunnen (Three Coins in the Corner) von Jean Negulesco
- 1955: Jenseits von Eden (East of Eden) von Elia Kazan
- 1955: Colère noire (Hell on Frisco Bay) von Frank Tuttle
- 1955: Bring Your Smile Along von Blake Edwards
- 1956: Der Mann im grauen Flanell (The Man in the Gray Flannel Suit) von Nunnally Johnson
- 1957: Des Teufels Lohn (Man in the Shadow) von Jack Arnold
- 1957: Warum hab’ ich ja gesagt? (Designing Woman) von Vincente Minnelli
- 1961: Die Heiratsmaschine (The Honeymoon Machine) von Richard Thorpe
- 1963: Vier für Texas (Four for Texas) von Robert Aldrich

### Fernsehen
- 1953–1956: I Love Lucy
- 1958: Peter Gunn
- 1958–1959: Richard Diamond, Privatdetektiv
- 1961: Die Unbestechlichen (The Untouchables)
- 1961: Cheyenne
- 1963: 77 Sunset Strip
- 1962–1964: Hazel